# Błękitna strzała (film animowany)
Błękitna strzała (wł. La freccia azzurra, ang. The Blue Arrow) – włosko-niemiecko-luksembursko-szwajcarski film animowany z 1996 roku w reżyserii Enzo D’Alò.

## Fabuła
Czarodziejka Befana ma przywieźć dzieciom prezenty, ale jest chora. Jej pomocnik, Scarafoni, chce obdarować tylko bogate maluchy. Zabawki dowiadują się o tym i uciekają ze sklepu, żeby trafić do wszystkich dzieci. Wśród zbiegów jest pociąg Błękitna Strzała, na który czeka Francesco.

## Wersja polska
Wersja polska: Telewizja Polska Agencja Filmowa

Reżyseria: Dorota Kawęcka

Tłumaczenie i dialogi: Kaja Sikorska

Montaż i dźwięk: Jakub Milencki

Tekst piosenki: Wiesława Sujkowska

Opracowanie muzyczne: Piotr Gogol

Kierownictwo produkcji: Monika Wojtysiak

Wystąpili:
- Andrzej Chudy
- Joanna Pach
- Anna Apostolakis
- Jolanta Wilk
- Jacek Kopczyński
- Cezary Kwieciński
- Wojciech Paszkowski
- Modest Ruciński
- Beata Jankowska-Tzimas
- Waldemar Barwiński
- Anna Gajewska
- Stefan Knothe
- Włodzimierz Press
- Artur Pontek
- Krzysztof Strużycki
- Zbigniew Konopka
- Leszek Zduń
- i Włodzimierz Bednarski

Lektor: Włodzimierz Bednarski